# کروشیه
کروشیه (به صربی: Krušje) یک منطقهٔ مسکونی در صربستان است که در الکسیناتس واقع شده‌است. کروشیه ۳۳۲ نفر جمعیت دارد.